# Square Colbert
Ne doit pas être confondu avec le square Colbert de Reims.
Le square Colbert est un square du 11e arrondissement de Paris, en France.

## Situation et accès
Le square Colbert est situé vers le sud-est du 11e arrondissement. Son plan au sol occupe vaguement un rectangle d'environ 70 m dans sa longueur, d'est en ouest, et 60 m dans sa largeur, du nord au sud. Au total, il occupe 6 337 m2,.
Le square est entouré d'immeubles sur tous ses côtés, nécessitant d'ailleurs de les traverser pour y accéder. Les rues les plus proches sont toutefois la rue de Charonne au sud, l'avenue Philippe-Auguste à l'est et la rue Émile-Lepeu à l'ouest.
Il abrite des allées arborées, une aire de jeu pour enfants, des pelouses pour pique-niquer, un jardin partagé et un élégant pavillon néoclassique, ultime vestige de l’ancienne pension Belhomme.
Le square Colbert est accessible par le 159, rue de Charonne. On doit toutefois traverser cet immeuble pour en trouver l'entrée,.
La station de métro la plus proche est Philippe Auguste, sur la ligne 2, 300 m au nord-est. Le square est également desservi par la ligne 9 à la station Charonne.

## Origine du nom
Il porte le nom de Jean-Baptiste Colbert (1619-1683) ministre de Louis XIV et contrôleur général des finances.

## Historique
Le jardin est situé sur le domaine de l'ancienne pension Belhomme, maison de santé fondée vers 1770 par Jacques Belhomme sur la rue de Charonne.
Le domaine de la pension est démantelé et loti après la Seconde Guerre mondiale. Le square en lui-même est créé en 1975.